# Thảo quả
Thảo quả, đò ho hay sa nhân cóc (danh pháp hai phần: Lanxangia tsao-ko) là một loài thực vật có hoa thuộc họ Gừng (Zingiberaceae). Loài này được Charles Crevost và Charles Lemarié miêu tả khoa học đầu tiên năm 1917 dưới danh pháp Amomum tsao-ko. Năm 2018, Mark Fleming Newman và Jana Leong-Škorničková chuyển nó sang chi Lanxangia.

## Phân bố
Miền nam tỉnh Vân Nam, vùng núi và cao nguyên miền bắc Việt Nam và miền bắc Lào. Tại Trung Quốc được gọi là 草果 (cao guo, thảo quả).
Thảo quả được trồng và mọc hoang ở những vùng khí hậu mát ở miền bắc Việt Nam như Hoàng Liên Sơn, Hà Giang, tây bắc Việt Nam. Ở Trung Quốc, thảo quả mọc trong rừng thưa trong tỉnh Vân Nam ở cao độ 1.100-1.800 m.

## Mô tả
Cây cao đến 3 m, có hương thơm. Thân rễ hình củ gừng. Lưỡi bẹ nguyên, 0,8-1,2 cm, đỉnh tù; cuống lá không có hoặc ngắn; phiến lá hình elip hẹp hoặc thuôn dài, 40-70 × 10–20 cm, nhẵn nhụi, gốc thon dần, mép khô có màng, đỉnh nhọn. Cụm hoa 13-18 × khoảng 5 cm, 5-30 hoa; cuống ít nhất 10 cm, các bẹ hình vảy dày đặc, màu nâu khi khô, thuôn dài hoặc hình elip hẹp, 5,5-7 × 2,3-3,5 cm, giống da, đỉnh tròn; lá bắc hình mác, khoảng 4 cm x 6 mm, đỉnh nhọn; lá bắc con hình ống, khoảng 3 cm, đỉnh 2 hay 3 răng cưa. Đài hoa dài bằng lá bắc con, đỉnh có 3 răng tù. Tràng hoa màu đỏ cam; ống tràng khoảng 2,5 cm; thùy thuôn dài, khoảng 2 cm × 4 mm. Phần cuối môi dưới hình elip, khoảng 2,7 × 1,4 cm, đỉnh hơi có răng cưa. Bao phấn khoảng 1,3 cm; phần phụ liên kết 3 thùy, khoảng 4 × 11 mm, thùy trung tâm hình tứ giác, các thùy bên hẹp hơn. Quả nang màu đỏ, khi khô có màu nâu và có sọc theo chiều dọc, thuôn dài hoặc hình elip, 2,5-4,5 × khoảng 2 cm, nhẵn nhụi. Hạt đường kính 4–6 mm, nhiều góc cạnh, có hương thơm nồng. Ra hoa tháng 4-6, tạo quả tháng 9-12. Nhiễm sắc thể 2n = 48.

## Sử dụng
Cả cây mọc hoang và cây trồng đều được dùng làm thuốc trong Trung y và ẩm thực Trung Hoa cũng như ẩm thực Việt Nam, được ghi đầu tiên trong sách Ẩm thiện chính yếu, là quả chín phơi hay sấy khô của cây thảo quả.